# 斯圖爾特·霍格
斯圖爾特·霍格，MBE（英語：Stuart Hogg；1992年6月24日—）是一位蘇格蘭橄欖球運動員。他是蘇格蘭國家橄欖球隊的一員，代表蘇格蘭參加了2015年世界盃橄欖球賽。